# يوهان فرانز بيسل
يوهان فرانز بيسل (بالألمانية: Gottfried Bessel)‏ (و. 1672 – 1749 م) هو مؤرخ، وأستاذ جامعي، وقاضي من ألمانيا، والنمسا، ولد في بوخن، توفي عن عمر يناهز 77 عاماً.

## مناصب
تولى منصب رئيس الدير
.

## التعليم
تعلم في جامعة سالزبورغ
.